# Mencius
Mencius (forma latinizată a numelui său în chineză, Meng-Tze, însemnând „Meng cel înțelept”; datele cele mai acceptate: 372–289 î.Hr.; alte perioade posibile 385–303/302 î.Hr.) a fost un filozof chinez și, fără îndoială, cel mai faimos confucianist după însuși Confucius.

## Viața

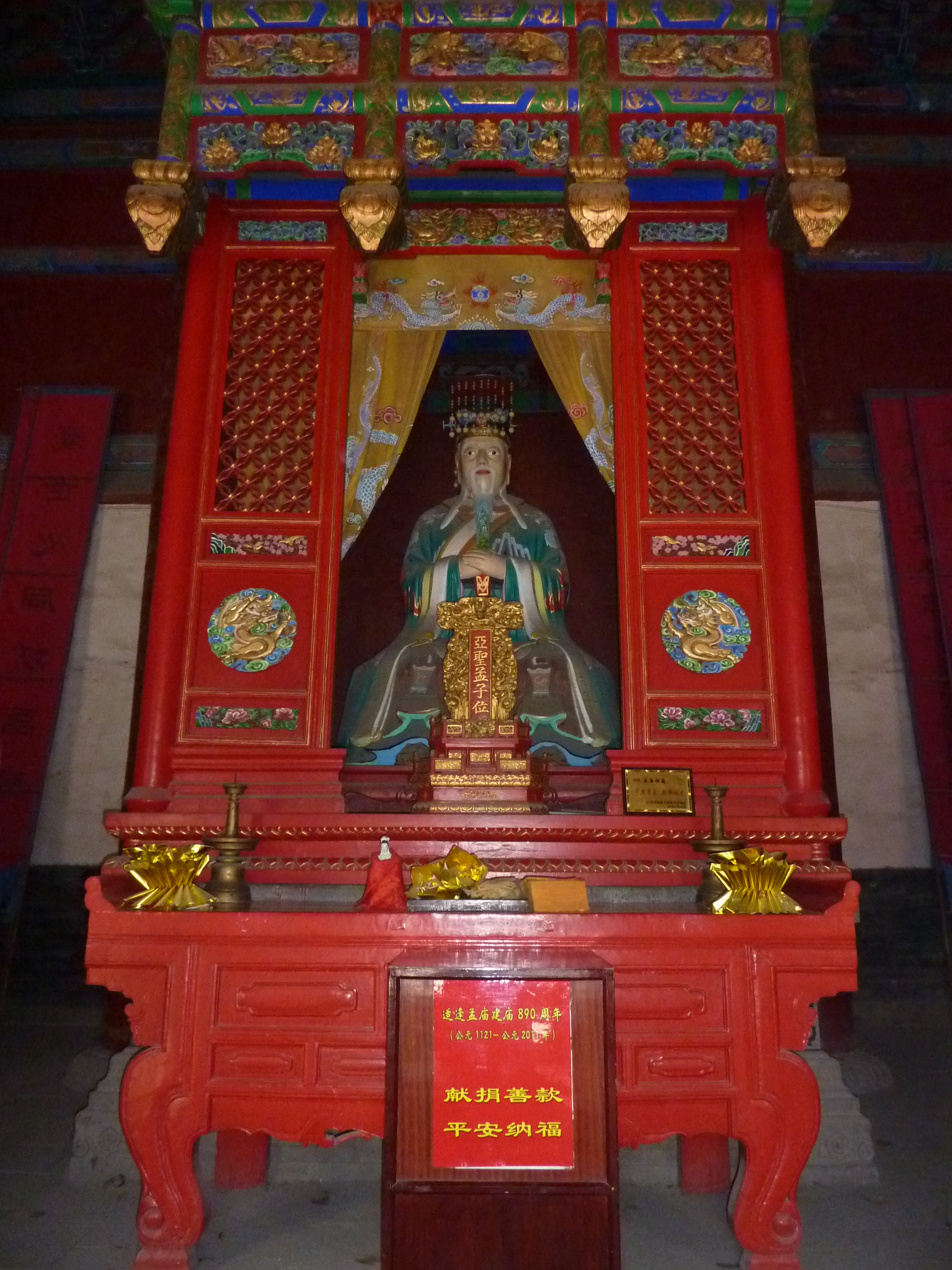
Monument memorial figurativ a lui Mencius în Yasheng Dian („Sala celui de-al doilea Înțelept”), aflat în Templul din Zouchheng.

Mencius, cunoscut și după numele său de naștere, Meng Ke sau Ko, s-a născut în statul Zhou, provincia Shandong, la doar 30 de kilometri sud de Qufu, locul de naștere al lui Confucius.
A fost un filozof și înțelept itinerant chinez, unul din principalii interpreți ai confucianismului. Este considerat discipolul nepotului lui Confucius, Zisi. Conform legendei, precum Confucius, a străbătut China vreme de 40 de ani și a oferit sfaturi despre posibilele reforme conducătorilor diferitelor state feudale. Din 319 până în 312 î.Hr., în perioada statelor în luptă (403–221 î.Hr.), a fost membru în Academia Jixia din statul Qi (1046 î.Hr. – 221 î.Hr.), în care a deținut funcții. La moartea mamei sale, și-a exprimat devoțiunea filială retrăgându-se vreme de trei ani din funcțiile sale oficiale pentru a purta doliu. Dezamăgit de lipsa sa de succes în efectuarea de schimbări în societatea vremii sale, a sfârșit prin a se retrage din viața publică.
Mencius este înmormântat în cimitirul Mencius (孟子林, Mengzi Lin, cunoscut și sub numele de 亚圣林, Yasheng Lin), amplasat la 12 km nord-est de zona centrală a orașului Zoucheng. O stelă funerară încoronată de dragoni, reprezentând o broască țestoasă de piatră, este amplasată în fața mormântului său.

## Influență

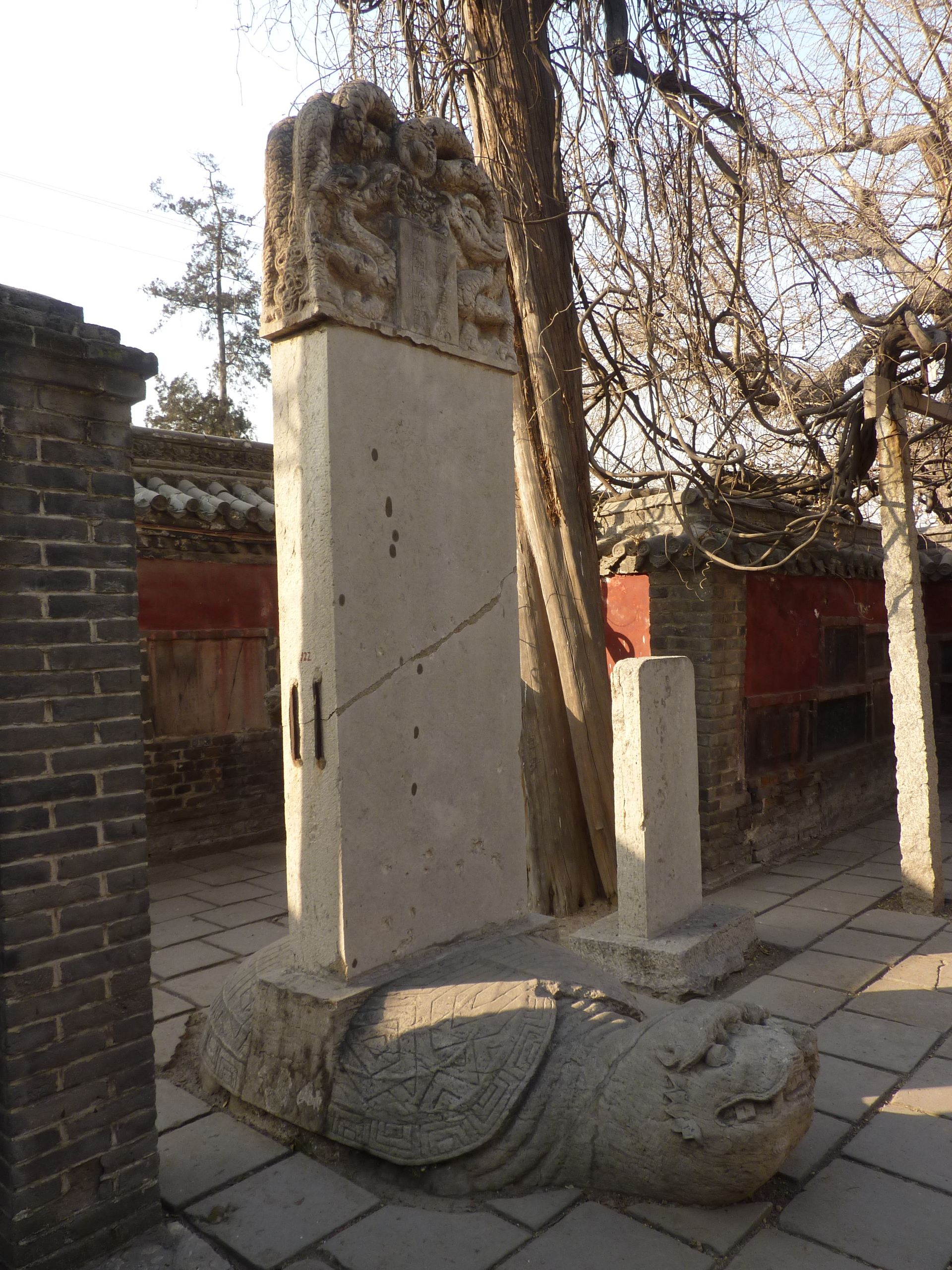
O stelă din dinastia Yuan reprezentând o broască țestoasă, ridicată în onoarea lui Mencius

Interpretarea doctrinei confucianiste efectuată de către Mencius a fost în general considerată de filozofii chinezi care au urmat (mai ales de către neoconfucianiștii din timpul dinastiei Song) ca fiind versiunea ortodoxă a doctrinei. Printre discipolii lui Mencius s-a regăsit și un mare număr de lorzi feudali, el însuși fiind cu mult mai influent decât fusese vreodată Confucius. Cartea lui Mencius (Mengzi, sau Meng-tzu) este una din cele patru cărți desemnate de Zhu Xi ca formând baza gândirii ortodoxe neoconfuciene. În contrast cu scrierile lui Confucius, care sunt concise și relativ gnomice, scrierile lui Mencius constau în dialoguri lungi, dezvoltate pe larg, conținând argumentații amănunțite.